# Shinkansen serie 500
De Shinkansen serie 500 is een type hogesnelheidslijnstel van de West Japan Railway Company, gebouwd voor de Shinkansen-treindiensten.